# Landelijke Fietsroutes

Wegweiser LF3a

Die Landelijke Fietsroutes (kurz: LF-Routen) bilden ein landesweites Radwegenetz in den Niederlanden. Die Hauptrouten sind in beiden Richtungen ausgeschildert und tragen je nach Richtung einen Buchstabenzusatz (LF1a, LF1b etc.). Das Gesamtnetz ist allerdings auf die knooppunten (Knotenpunkte) ausgerichtet; da Zwischenwegweiser deren Nummern als Zielangabe tragen, hat jeder Strang des Netzes richtungsabhängig zwei unterschiedliche Nummern.
Am niederländischen Vorbild orientieren sich auch die Radwandernetze im flämischen Teil Belgiens. Allerdings dominiert dort die Aktivität der einzelnen Provinzen, während das Netz der Landelijke Fietsroutes sehr weitmaschig ist. Das Knotenpunktsystem wurde von der belgischen Provinz Limburg flächendeckend eingerichtet. Auch in einigen grenznahen Bereichen Deutschlands wurde es übernommen.
Im Folgenden ist immer die a-Richtung angegeben.

## LF1: Noordzeeroute (280 km)
Diese Route ist Teil des Nordseeküsten-Radwegs, der durch die Niederlande, Deutschland, Dänemark, Schweden, Norwegen und Großbritannien führt.
Routenverlauf:
- Den Helder
- Camperduin
- Nordseekanal
- Katwijk
- Hoek van Holland
- Brouwersdam
- Middelburg
- Sluis
- Oudenburg (B)
- Diksmuide (B)
- Oost-Cappel (F)
- Watten (F)
- Licques (F)
- Boulogne-sur-Mer (F)

## LF2: Stedenroute (340 km), deutsch: Städteroute
Routenverlauf:
- Amsterdam
- Mechelen
- Leuven
- Brüssel (B)

## LF3
Der LF3 ist dreigeteilt.
Von Norden nach Süden heißen die drei Radwege:

### Rietlandroute (145 km)
Routenverlauf:
- Holwert
- Leeuwarden
- Kampen

### Hanzeroute (135 km)
Routenverlauf:
- Kampen
- Zwolle
- Deventer
- Zutphen
- Millingen

### Maasroute (220 km)
Routenverlauf:
- Arnhem
- Nijmegen
- Venlo
- Roermond
- Maastricht

## LF4: Midden-Nederlandroute (300 km)
Routenverlauf:
- Den Haag
- Woerden
- Utrecht
- Arnhem
- Brummen
- Enschede

## LF5: Flandern Radroute – südlicher Teil (310 km)
Die Route beginnt in Belgien. Von den 310 km befinden sich nur 25 km in den Niederlanden.
Routenverlauf:
- Damme (Belgien)
- Thorn
- Roermond

## LF6: Flandern Radroute – nördlicher Teil (359 km)
Die Route beginnt in Belgien und endet in Deutschland. Von den 359 km befinden sich nur 35 km in den Niederlanden.
Routenverlauf:
- Diksmuide (Belgien)
- Maastricht
- Vaals
- Aachen

## LF7: Oeverlandroute (350 km)
Routenverlauf:
- Alkmaar
- Zaanstad
- Amsterdam
- Utrecht
- ’s-Hertogenbosch
- Eindhoven
- Maastricht

## LF8: (80 km)
Routenverlauf:
- Enschede
- Ommen
- Denekamp
- Nijverdal
- Borculo

## LF9: NAP-route (445 km)
Routenverlauf:
- Bad Nieuweschans
- Winschoten
- Groningen
- Zwolle
- Amersfoort
- Utrecht
- Breda
- Meppel
- Elburg
- Spakenburg
- Gorinchem

## LF10: Waddenzeeroute (270 km)
Routenverlauf:
- Callantsoog (Anschluss LF1)
- Harlingen
- Holwert
- Lauwersoog
- Delfzijl
- Bad Nieuweschans

## LF11: Prinsenroute (110 km)
Routenverlauf:
- Den Haag
- Delft
- Rotterdam
- Breda

## LF12: Maas- en Vestingroute (230 km)
Routenverlauf:
- Maassluis
- Vlaardingen
- Den Bosch
- Nijmegen
- Grave
- Cuijk

## LF 13: Schelde-Rheinroute (300 km)
Auf deutschem Gebiet ist die Strecke von Venlo bis Duisburg (50 km) in beiden Richtungen als R12 ausgeschildert.
Routenverlauf:
- Middelburg (LF 1)
- Bergen op Zoom (LF2)
- Breda (LF11, LF 9)
- Hilvarenbeek/Tilburg (LF 35)
- Best
- Eindhoven (LF7, LF51)/Nuenen
- Asten
- Maasbree
- Venlo
- Duisburg (D)

## LF14: Saksenroute (230 km)
Routenverlauf:
- Groningen
- Assen
- Emmen
- Enschede

## LF15: Boerenlandroute (200 km)
Routenverlauf:
- Egmond a/d Hoef (Anschluss LF1)
- Alkmaar
- Enkhuizen (Fähre nach Urk)
- Urk
- Lelystad (beim Houtribdijk)
- Kampen
- Zwolle
- Enschede

## LF16: Vechtdalroute (245 km)
Routenverlauf:
- Zwolle
- Dalfsen
- Ommen
- Hardenberg
- Darfeld (D)

## LF18: (60 km)
Routenverlauf:
- Enschede
- Ommen
- Denekamp
- Nijverdal

## LF20: Flevoroute (250 km)
Routenverlauf:
- Haarlem
- Amsterdam
- Almere
- Lelystad
- Lemmer
- Heerenveen
- Groningen

## LF40: (200 km)
Routenverlauf:
- Den Haag
- Woerden
- Utrecht
- Arnhem
- Brummen
- Enschede

## LF51: Kempenroute (110 km)
Routenverlauf:
- Eindhoven
- Kasterlee
- Wijnegem
- Merksem
- Antwerpen (B)

## LF-Route: Rond de Domstad (85 km)
Diese Route ist ein Radweg rund um Utrecht.
Routenverlauf:
- Utrecht
- Breukelen
- Hollandse Rading
- De Bilt
- Landgoed Amelisweerd
- Nieuwegein
- IJsselstein
- Harmelen
- Kockengen